# Buried Silence
Buried Silence è un album degli Ice Ages pubblicato nel 2008.

## Tracce
1. Intro – 3:23
2. Buried Silence – 6:26
3. Regret – 5:49
4. From Grey to... – 6:13
5. Icarus – 4:42
6. Through the Mirror – 5:57
7. Essential Loss – 5:07
8. Enemy Inside – 6:08
9. Tormented in Grace – 5:38
10. Curse – 5:34